# Lamios (Kentaur)

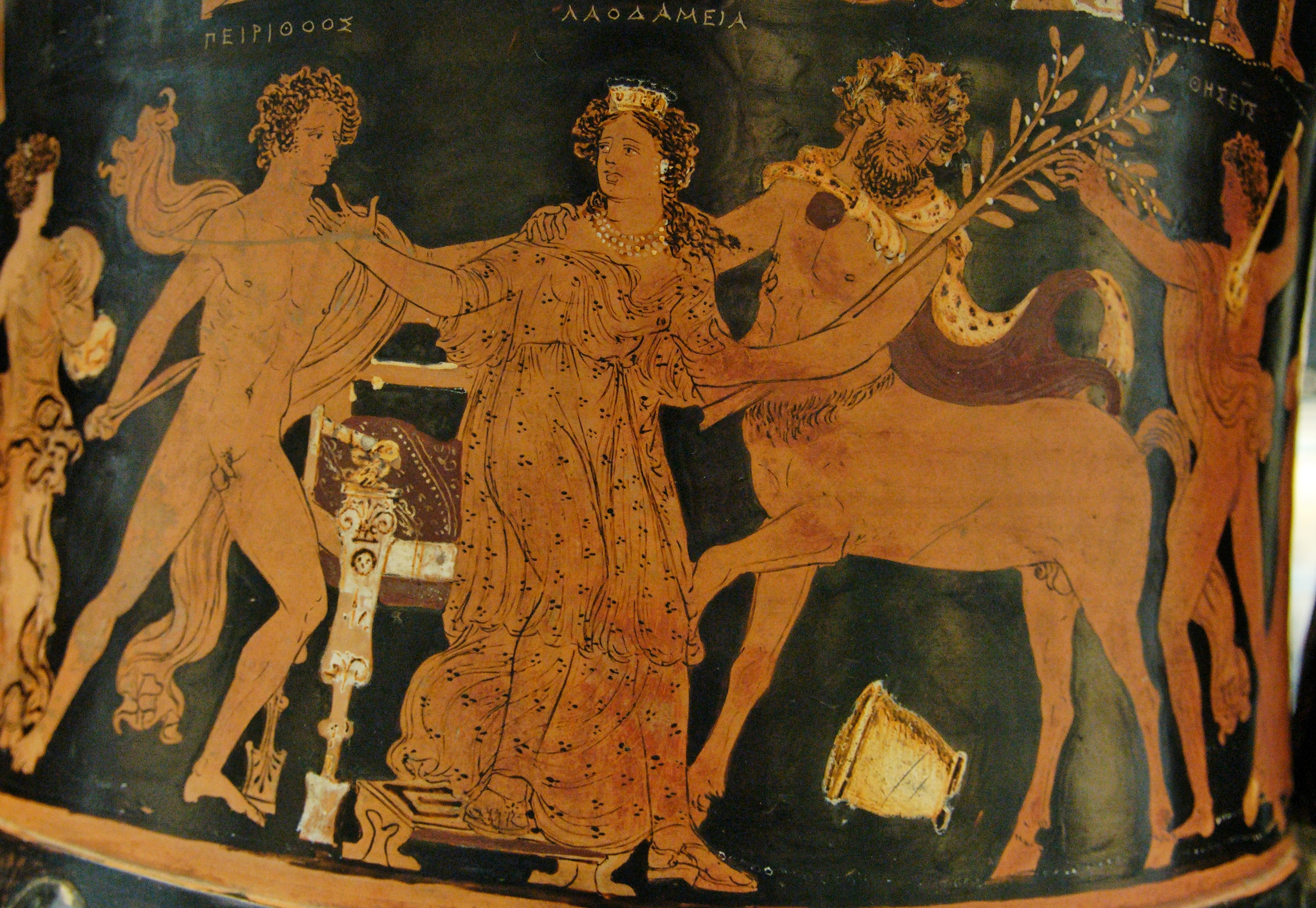
Bild auf einer Kalyx (Trinkgefäß), 4. Jh. v. Chr., Kentaur raubt die Lapithin Laodameia, Peirithoos (links) und Theseus (rechts) eilen zu Hilfe.

Lamios ist ein Kentaur der griechischen Mythologie. Er wird in der Kentauromachie auf der Hochzeit des Lapithen Peirithoos von diesem oder von Theseus getötet. Einzige Quelle ist der alexandrinische Autor Chennos (1. Jh. n. Chr.), zitiert vom byzantinischen Patriarchen Photios (9. Jh. n. Chr.).

## Name
Er kommt vom griechischen Λάμιος, Lámios, lateinisch und deutsch auch Lámius mit der gleichen Betonung, da das „i“ in der vorletzten Silbe kurz ist. Lamios ist verwandt mit λάμια, lámia, Erdschlünde und mit λαμός, lamós Schlund, Höhle und wäre damit der Erd- oder Höhlenbewohner, durchaus ein passender Kentaurenname, da er sich „auf die natürlichen Felsengrotten bezieht, in denen der Sage nach die Kentauren hausen,“ ähnlich auch die Kentauren Petraios und Chthonios.

## Mythos
Der Text ist kurz, enthält aber die wesentlichen Informationen zur Einordnung in den mythologischen Zusammenhang, in die Kentauromachie.

### Text
„Er (Chennos) sagt, der Kentaur Lamios wurde, beim Ehebruch ertappt, getötet, nach den einen (Autoren) vom wachsamen Peirithoos, nach den anderen von Theseus.“

### Erklärung
Lamios, der Höhlenbewohner, hat an der Hochzeit teilgenommen, denn er wurde beim Ehebruch ertappt, das heißt, er hat an dem sexuell übergriffigen Verhalten der Kentauren, die die Lapithenfrauen vergewaltigen und entführen wollten, teilgenommen. Die Abwehr der wachsamen Lapithenmänner folgte prompt und endete mit dem Tod oder der Flucht der Kentauren. Der Hochzeitsgast Theseus griff auf Seiten der Lapithen in den Kampf ein und machte ebenfalls einige Kentauren nieder, er hätte also neben Peirithoos das gleiche Täterprofil. Von den von Chennos genannten einen oder anderen Autoren sind keine mythischen Varianten des Lamios auf uns gekommen, so dass es offen bleibt, welche es sein könnten.